# Rusina (bướm đêm)
Rusina  là một chi bướm đêm thuộc họ Noctuidae.

## Các loài
- Rusina bellieri
- Rusina concolor
- Rusina davisi
- Rusina demaculata
- Rusina ferruginea
- Rusina käseri
- Rusina obscura
- Rusina obsoletissima
- Rusina phaeus
- Rusina tenebrosa
- Rusina umbratica